# Göteborgs stadskollegium
Göteborgs stadskollegium var från 1932 till utgången av 1970 det högsta verkställande organet i Göteborgs stad. När man införde den landsomfattande kommunreformen 1971 och en enhetlig kommuntyp infördes ersattes det tidigare stadskollegiet av Göteborgs kommunstyrelse, liksom i alla Sveriges kommuner. Det var endast Göteborg, Stockholm och Helsingborg som hade stadskollegier, i alla andra städer i riket hade drätselkammaren motsvarande uppgifter.

## Historik
Stadskollegiet infördes 1932 och ersatte Göteborgs kansliutskott som verkat från 1914. Stadskollegiet biträddes från början av stadskansliet och statistiska byrån. 1954 beslutade stadsfullmäktige att inrätta fyra befattningar som stadssekreterare och 1955 trädde en ny kommunallag i kraft (stiftad 1953) som stärkte stadskollegiets ställning och dess möjligheter att följa och leda utvecklingen i staden. I och med den nya lagen berövades Göteborgs magistrat sina sista kommunala befogenheter som legalt övervakningsorgan och borgmästaren som alltsedan 1863 haft en särskild plats intill stadsfullmäktiges presidium, kallades inte längre till stadsfullmäktiges sammanträden.
Stadskollegiet övertog uppgiften som kommunens "styrelse/regering", med rätt till inseende i övriga nämnders verksamhet. Överinseendet över kommunens administration och förvaltning som till år 1955 skötts av magistraten och därefter Göteborgs stadskollegium, blev enligt den år 1969 antagna kommunreformen från och med 1971 övertagen av Göteborgs kommunstyrelse.

### Ordförande[1]
Ordföranden för Göteborgs stadskollegium utsågs av Göteborgs stadsfullmäktige och det var endast Malte Jacobsson som under åren 1932–1934 var ordförande för båda.
- Malte Jacobsson (S), 1932–1934
- Axel Dahlström (S), 1934–1947
- John Fagerberg (S), 1947–1962
- Erik Johannesson (S), 1963–1967
- Wilhelm Blomstrand (Fp), 1968
- Lennart Ström (Fp), 1969-1970